# Giải Cánh diều 2009
Giải Cánh diều 2009 là lần tổ chức thứ 8 của Giải Cánh diều, diễn ra từ ngày 7 đến ngày 14 tháng 3 năm 2010, buổi lễ trao giải được tổ chức tối ngày 14 tháng 3 tại Cung Văn hóa Hữu nghị Hà Nội và được truyền hình trực tiếp qua Đài Truyền hình Việt Nam.
Đây là năm đầu tiên Giải Cánh diều được tổ chức cùng với Ngày Điện ảnh Việt Nam, bài hát chính thức của ngành điện ảnh Việt Nam do nhạc sĩ Trần Phương sáng tác cũng được công bố và biểu diễn trong đợt này. Đây cũng là lần đầu tiên trao giải cho nam diễn viên chính, nữ diễn viên chính xuất sắc ở hạng mục phim video và phim truyền hình cũng như có thêm giải Diễn viên triển vọng của Phim truyện nhựa.
Buổi lễ có sự tham gia của một số nghệ sĩ điện ảnh thế hệ đầu của Việt Nam như Hải Ninh, Trà Giang, Bạch Diệp, Huy Thành, Thế Anh. Cũng như những lần trao giải trước, lễ trao giải lần này có phần vinh danh các nghệ sĩ có đóng góp cho điện ảnh Việt Nam gồm các Nghệ sĩ nhân dân: Phạm Văn Khoa, Nguyễn Hồng Nghi, Khương Mễ và Mai Lộc.

## Tổ chức

### Đề cử
Giải Cánh diều 2009 không trao giải hạng mục do báo chí bình chọn nhằm tránh trùng lặp với hạng mục tương tự của Liên hoan phim Việt Nam lần thứ 16.
Ngày 5 tháng 3, số lượng đề cử được chính thức công bố, gồm 8 phim điện ảnh (phim truyện nhựa), 5 phim tài liệu nhựa, 36 phim tài liệu video, 11 phim khoa học video, 6 phim truyền hình ngắn tập, 10 phim hoạt hình, 3 công trình nghiên cứu, 12 phim truyền hình dài tập - trong đó có phim Đồng hồ cát dài tới 145 tập. Các bộ phim tham gia đề cử sẽ được chiếu miễn phí tại một số rạp ở Hà Nội và Thành phố Hồ Chí Minh. Một cuộc thi viết kịch bản phim cho Truyện Kiều và hội thảo "Điện ảnh Việt Nam hội nhập quốc tế" cũng được tổ chức trong những ngày tổ chức Giải.
| Phim                           | Đạo diễn          | Sản xuất                  | Chú thích    |
| ------------------------------ | ----------------- | ------------------------- | ------------ |
| Đừng đốt                       | Đặng Nhật Minh    | Hãng phim Hội Điện ảnh    | [ 9 ] [ 12 ] |
| Chơi vơi                       | Bùi Thạc Chuyên   | Hãng Phim truyện I        | [ 9 ] [ 12 ] |
| Được sống                      | Trần Trung Dũng   | Hãng phim truyện Việt Nam | [ 9 ] [ 12 ] |
| 14 ngày phép                   | Nguyễn Trọng Khoa | Hãng phim Chánh Phương    | [ 9 ] [ 12 ] |
| Những nụ hôn rực rỡ            | Nguyễn Quang Dũng | Hãng phim BHD             | [ 9 ] [ 12 ] |
| Bẫy rồng                       | Lê Thanh Sơn      | Hãng phim Chánh Phương    | [ 9 ] [ 12 ] |
| Công chúa teen và ngũ hổ tướng | Lê Lộc            | Hãng phim Phước Sang      | [ 9 ] [ 12 ] |
| Không cân sức                  | Trần Ngọc Phong   | Hãng phim Giải Phóng      | [ 9 ] [ 12 ] |

### Ban giám khảo
Ban giám khảo hạng mục Phim điện ảnh có số lượng đông nhất gồm 9 thành viên, trưởng ban là nhà biên kịch Nguyễn Hồ. Hai hạng mục có 3 thành viên gồm: hạng mục Phim hoạt hình với NSƯT Phạm Minh Trí làm trưởng ban, hạng mục với Ngô Phương Lan làm trưởng ban.  Ba hạng mục có 5 thanh viên: Phim tài liệu và khoa học với NSƯT  Đặng Xuân Hải trưởng ban, Phim video với nhà biên kịch Trần Thanh Hiệp trưởng ban, Phim truyền hình với NSƯT Khải Hưng trưởng ban. Ngoại trừ các trưởng ban, danh tính các thành viên còn lại không được công bố. Với thang điểm cao nhất là 10, bộ phim đạt điểm 9,1 trở lên sẽ giành giải Cánh diều Vàng. Nhà biên kịch Nguyễn Hồ sau đó cũng là trưởng ban giám khảo Giải Cánh diều dành cho phim ngắn 2009.

### Sơ lược kết quả
Trong 91 tác phẩm thuộc 8 thể loại, có 14 tác phẩm được vinh danh với tổng số 29 giải thưởng.
Trong hạng mục phim điện ảnh của giải thưởng lần này nam diễn viên chính và nữ diễn viên chính xuất sắc đều là những người lần đầu được đóng chính. Vợ chồng đạo diễn Nguyễn Thanh Vân và Phạm Nhuệ Giang cùng giành được giải Đạo diễn xuất sắc ở hai hạng mục phim video và phim truyền hình.
Dù bị khán đánh giá thấp về nội dung và diễn xuất và thất bại tại phòng vé nhưng 14 ngày phép lại giành được giải Cánh diều Bạc, còn bộ phim từng đạt giải nước ngoài như Chơi vơi hay thành công về doanh thu Bẫy rồng chỉ được khuyến khích. Một diễn viên tay ngang diễn xuất kém như Trịnh Hội lại vượt qua Nguyễn Văn Báu (phim Được sống) và Johnny Trí Nguyễn (phim Bẫy rồng) để giành giải Nam diễn viên chính xuất sắc.

## Phim truyện
Phần vinh danh các nghệ sĩ có đóng góp lớn cho ngành điện ảnh nước nhà do diễn viên Trung Hiếu và Kim Thư dẫn dắt. Giải Phim truyện điện ảnh do Ngô Thanh Vân và Johnny Trí Nguyễn công bố.

### Phim điện ảnh
| Giải                                              | Phim         | Đạo diễn          | Người trao giải | Chú thích |
| ------------------------------------------------- | ------------ | ----------------- | --------------- | --------- |
| Xem thêm: Giải Cánh diều cho phim truyện điện ảnh |              |                   |                 |           |
| Cánh diều Vàng                                    | Đừng đốt     | Đặng Nhật Minh    | Nguyễn Thị Doan | [ 19 ]    |
| Cánh diều Bạc                                     | 14 ngày phép | Nguyễn Trọng Khoa |                 | [ 19 ]    |
| Bằng khen / khuyến khích                          | Chơi vơi     | Bùi Thạc Chuyên   |                 | [ 19 ]    |
| Phim được khán giả yêu thích                      | Đừng đốt     | Đặng Nhật Minh    |                 | [ 19 ]    |

| Giải thưởng                                                         | Nhận giải         | Phim                           | Người trao giải            | Chú thích |
| ------------------------------------------------------------------- | ----------------- | ------------------------------ | -------------------------- | --------- |
| Nam diễn viên chính xuất sắc                                        | Trịnh Hội         | 14 ngày phép                   | Kim Oanh và Hạnh Thúy      | [ 19 ]    |
| Nữ diễn viên chính xuất sắc                                         | Minh Hương        | Đừng đốt                       |                            | [ 19 ]    |
| Nam diễn viên phụ xuất sắc                                          | Thái Hòa          | 14 ngày phép                   |                            | [ 19 ]    |
| Nữ diễn viên phụ xuất sắc                                           | Linh Dung         | Chơi vơi                       |                            | [ 19 ]    |
| Diễn viên triển vọng                                                | Bảo Thy           | Công chúa teen và ngũ hổ tướng | Trần Bảo Sơn và Ngọc Ánh   | [ 19 ]    |
| Xem thêm: Giải Cánh diều cho đạo diễn xuất sắc phim truyện điện ảnh |                   |                                |                            |           |
| Giải thưởng                                                         | Nhận giải         | Phim                           | Người trao giải            | Chú thích |
| Đạo diễn xuất sắc                                                   | Đặng Nhật Minh    | Đừng đốt                       | Quốc Khánh - Mai Thu Huyền | [ 19 ]    |
| Biên kịch xuất sắc                                                  | Nguyễn Trọng Khoa | 14 ngày phép                   |                            | [ 19 ]    |
| Âm nhạc xuất sắc                                                    | Trọng Đài         | Được sống                      | Phương Thanh và Huy Tuấn   | [ 19 ]    |
| Âm thanh xuất sắc                                                   | Bành Bắc Hải      | Đừng đốt                       | Phương Thanh và Huy Tuấn   | [ 22 ]    |
| Quay phim xuất sắc                                                  | Lý Thái Dũng      | Chơi vơi                       |                            | [ 19 ]    |
| Thiết kế mĩ thuật xuất sắc                                          | Phạm Quốc Trung   | Đừng đốt                       |                            | [ 19 ]    |

### Phim video
| Giải                                                 | Phim                     | Đạo diễn         | Công bố giải                      | Chú thích |
| ---------------------------------------------------- | ------------------------ | ---------------- | --------------------------------- | --------- |
| Xem thêm: Giải Cánh diều cho phim truyện truyền hình |                          |                  |                                   |           |
| Cánh diều Vàng                                       | Khoan nói lời yêu thương | Phạm Nhuệ Giang  | Bùi Thạc Chuyên và Ngô Phương Lan | [ 19 ]    |
| Cánh diều Bạc                                        | Đường đua                | Nguyễn Trọng Hải |                                   | [ 23 ]    |
| Cánh diều Bạc                                        | Mười ba bến nước         | Đặng Thái Huyền  |                                   | [ 23 ]    |

| Giải thưởng                  | Nhận giải       | Phim                     | Người trao giải          | Chú thích           |
| ---------------------------- | --------------- | ------------------------ | ------------------------ | ------------------- |
| Nữ diễn viên chính xuất sắc  | Trương Thị May  | Đường đua                | Hoàng Dũng và Kathy Uyên | [ 8 ] [ 19 ] [ 20 ] |
| Nam diễn viên chính xuất sắc | Phạm Cường      | Khoan nói lời yêu thương | Hoàng Dũng và Kathy Uyên | [ 8 ] [ 19 ] [ 20 ] |
| Đạo diễn xuất sắc            | Phạm Nhuệ Giang | Khoan nói lời yêu thương |                          | [ 5 ]               |

### Phim truyền hình nhiều tập
| Giải cho tác phẩm            | Giải cho tác phẩm      | Giải cho tác phẩm             | Giải cho tác phẩm                 | Giải cho tác phẩm   |
| Giải                         | Phim                   | Đạo diễn                      | Công bố giải                      | Chú thích           |
| ---------------------------- | ---------------------- | ----------------------------- | --------------------------------- | ------------------- |
| Cánh diều Vàng               | Vịt kêu đồng           | Lê Phương Nam                 | Bùi Thạc Chuyên và Ngô Phương Lan | [ 19 ]              |
| Cánh diều Bạc                | Lều chõng              | Nguyễn Thanh Vân              |                                   | [ 23 ]              |
| Cánh diều Bạc                | Bước nhảy xì tin       | Vũ Trường Khoa                |                                   | [ 23 ]              |
| Cánh diều Bạc                | Men say                | Nguyễn Đức Việt               |                                   | [ 23 ]              |
| Giải khuyến khích            | Ngõ vắng               | Nguyễn Dương                  |                                   | [ 23 ]              |
| Giải khuyến khích            | Chuyện tình đảo ngọc   | Lê Bảo Trung                  |                                   | [ 23 ]              |
| Giải khuyến khích            | Lập trình cho trái tim | Phi Tiến Sơn, Phạm Nhuệ Giang |                                   | [ 23 ]              |
|                              |                        |                               |                                   |                     |
| Giải cá nhân                 |                        |                               |                                   |                     |
| Giải thưởng                  | Nhận giải              | Phim                          | Người trao giải                   | Chú thích           |
| Nữ diễn viên chính xuất sắc  | Kim Tuyến              | Chuyện tình đảo ngọc          | Hoàng Dũng và Kathy Uyên          | [ 8 ] [ 19 ] [ 20 ] |
| Nam diễn viên chính xuất sắc | Hoàng Sơn              | Vịt kêu đồng                  | Hoàng Dũng và Kathy Uyên          | [ 8 ] [ 19 ] [ 20 ] |
| Đạo diễn xuất sắc            | Nguyễn Thanh Vân       | Lều chõng                     |                                   |                     |

## Phim tài liệu và khoa học

### Phim tài liệu video
| Giải cho tác phẩm | Giải cho tác phẩm       | Giải cho tác phẩm  | Giải cho tác phẩm        | Giải cho tác phẩm |
| Giải              | Phim                    | Đạo diễn           | Công bố giải             | Chú thích         |
| ----------------- | ----------------------- | ------------------ | ------------------------ | ----------------- |
| Cánh diều Vàng    | Thuở bình minh tân nhạc | Lê Việt Hương      | Hiền Mai và Lại Văn Sinh | [ 23 ]            |
| Cánh diều Bạc     | Phận rối                | Bùi Tuấn           | Hiền Mai và Lại Văn Sinh | [ 23 ]            |
| Cánh diều Bạc     | Trăng 14                | Nguyễn Hữu Vị      |                          | [ 23 ]            |
| Cánh diều Bạc     | Lưng trần Rmah Thim     |                    |                          | [ 23 ]            |
| Giải khuyến khích | Lửa hồng của bản        | Nguyễn Thanh Hương |                          | [ 23 ]            |
| Giải khuyến khích | Người giữ thành Hà Nội  | Huỳnh Hùng         |                          | [ 23 ]            |
| Giải khuyến khích | Thảm họa da cam         |                    |                          | [ 23 ]            |

### Phim tài liệu nhựa
| Giải cho tác phẩm | Giải cho tác phẩm            | Giải cho tác phẩm | Giải cho tác phẩm        | Giải cho tác phẩm |
| Giải              | Phim                         | Đạo diễn          | Công bố giải             | Chú thích         |
| ----------------- | ---------------------------- | ----------------- | ------------------------ | ----------------- |
| Cánh diều Vàng    | Người thắp lửa               | Nguyễn Như Vũ     | Hiền Mai và Lại Văn Sinh | [ 23 ]            |
| Cánh diều Bạc     | Văn miếu Quốc Tử Giám        | Nguyễn Văn Hướng  | Hiền Mai và Lại Văn Sinh | [ 23 ]            |
| Giải khuyến khích | Lời thề từ trái tim chiến sĩ | Phạm Huyên        |                          | [ 23 ]            |
| Giải cá nhân      |                              |                   |                          |                   |
| Giải thưởng       | Nhận giải                    | Phim              | Người trao giải          | Chú thích         |
| Đạo diễn xuất sắc | Nguyễn Như Vũ                | Người thắp lửa    |                          | [ 23 ]            |

### Phim khoa học
| Giải cho tác phẩm   | Giải cho tác phẩm                             | Giải cho tác phẩm          | Giải cho tác phẩm        | Giải cho tác phẩm |
| Giải                | Phim                                          | Đạo diễn                   | Công bố giải             | Chú thích         |
| ------------------- | --------------------------------------------- | -------------------------- | ------------------------ | ----------------- |
| Cánh diều vàng      | Một ngày với voọc quần đùi                    | Nguyễn Hồng Quảng          | Hiền Mai và Lại Văn Sinh | [ 19 ] [ 23 ]     |
| Cánh diều Bạc       | Khi không thể vượt qua chính mình             | Trịnh Quang Tùng           |                          | [ 23 ]            |
| Cánh diều Bạc       | Loài Nhan Điểm ở Gáo Rồng                     |                            |                          | [ 23 ]            |
| Giải Khuyến khích   | Khu trung tâm Hoành thành Thăng Long - Hà Nội |                            |                          | [ 23 ]            |
| Giải Khuyến khích   | Vì sự phát triển bền vững                     |                            |                          | [ 23 ]            |
|                     |                                               |                            |                          |                   |
| Giải thưởng cá nhân |                                               |                            |                          |                   |
| Giải thưởng         | Nhận giải                                     | Phim                       |                          | Chú thích         |
| Đạo diễn xuất sắc   | Nguyễn Hồng Quảng                             | Một ngày với voọc quần đùi |                          | [ 17 ] [ 23 ]     |

## Phim hoạt hình
| Giải thưởng cho tác phẩm | Giải thưởng cho tác phẩm | Giải thưởng cho tác phẩm | Giải thưởng cho tác phẩm |
| Giải                     | Phim                     | Đạo diễn                 | Chú thích                |
| ------------------------ | ------------------------ | ------------------------ | ------------------------ |
| Cánh diều Vàng           | Thung lũng cỏ vàng       | Lê Bình                  | [ 22 ]                   |
| Cánh diều Bạc            | Bà Triệu                 |                          | [ 23 ]                   |
| Giải Khuyến khích        | Những chú cá lạc đàn     | Phùng Văn Hà             | [ 23 ]                   |
|                          |                          |                          |                          |
| Giải thưởng cá nhân      |                          |                          |                          |
| Giải thưởng              | Nhận giải                | Phim                     | Chú thích                |
| Đạo diễn xuất sắc        | Lê Bình                  | Thung lũng cỏ vàng       | [ 17 ] [ 24 ]            |

## Công trình nghiên cứu, lý luận phê bình điện ảnh
| Giải thưởng cho tác phẩm | Giải thưởng cho tác phẩm               | Giải thưởng cho tác phẩm | Giải thưởng cho tác phẩm |                 |
| Giải                     | Công trình                             | Tác giả                  | Chú thích                |                 |
| ------------------------ | -------------------------------------- | ------------------------ | ------------------------ | --------------- |
| Cánh diều Vàng           | Không trao giải                        | Không trao giải          | Không trao giải          | Không trao giải |
| Cánh diều Bạc            | Tạo hình thiết kế mỹ thuật phim truyện | Đỗ Lệnh Hùng Tú          | [ 22 ]                   |                 |

## Đánh giá
Kết quả của giải thưởng đã bị rò rỉ ra ngoài 2 ngày trước khi lễ trao giải chính thức được tổ chức, nhiều nghệ sĩ đã thông báo không đến dự vì buổi lễ đã mất đi sự hấp dẫn. Có ý kiến cho rằng bộ phim Đừng đốt là sản phẩm của Hội Điện ảnh Việt Nam, trong khi giải thưởng cũng do Hội tổ chức nên bộ phim chiến thắng ở nhiều hạng mục là điều bình thường. Việc diễn viên Minh Hương giành giải Nữ diễn viên chính xuất sắc là không thuyết phục. Cô là một diễn viên không chuyên và diễn xuất cũng không so sánh được với Đỗ Hải Yến (phim Chơi vơi) hay Ngô Thanh Vân (phim Bẫy rồng).
Á hậu Ngọc Oanh - một trong hai người dẫn dắt buổi lễ - cho thấy sự thiếu chuyên nghiệp và liên tục mắc lỗi khi nhầm đạo diễn Đặng Nhật Minh thành nhạc sĩ Phạm Quốc Trung, giới thiệu Ngô Thanh Vân và Johnny Trí Nguyễn công bố giải "Phim hợp tác với Phim nước ngoài hay nhất" nhưng đúng ra phải là giải "Đạo diễn xuất sắc nhất" và "Phim hay nhất". Cô còn nhầm lẫn ca khúc "Bài ca hy vọng" được nhạc sĩ Văn Ký sáng tác riêng cho phim Đừng đốt!.
Cùng là diễn viên của bộ phim Chơi vơi, chương trình giới thiệu diễn viên Linh Đan cho hạng mục Nữ diễn viên phụ xuất sắc nhưng người đạt giải lại là Linh Dung.